# Raffy Shart
 (octobre 2021).
L'article doit être relu — et modifié si nécessaire — par des contributeurs indépendants pour apporter un regard critique aux contributions effectuées en violation des conditions d'utilisation de Wikipédia, tant sur la forme (notamment concernant le style encyclopédique, la proportionnalité) que sur le fond (la neutralité de point de vue, la qualité et l'indépendance des sources).
 (avril 2020).
Raffy Shart, est un écrivain, réalisateur, scénariste et compositeur français d'origine arménienne, né en 1957.

## Filmographie
- Summer sunshine, 1975
- Armen et Bullik, 1993
- Quasimodo d'El Paris, 1999
- Incontrôlable, 2006

## Théâtre
- Mission Double Zéro, 1994, France
- Ma femme s'appelle Maurice, 1997, France et 51 pays
- Attache-moi au radiateur, 2010, France, Russie et Tahiti
- L’Antitode, 2013, Russie et Roumanie
- Dieu(e) n’existe pas, je l’ai rencontré(e), Dios no existe...acabo de conocerlo, Argentine, 2017
- ‘O Morito Ta’u Vahine, 2021, Tahiti. Adaptation en Reo Tahiti de Ma femme s’appelle Maurice. Mise en scène par Raffy Shart.
- ’’Les cougars attaquent’’(Bitches), 2022, Bulgarie